# Майоров, Константин Фёдорович
Константин Фёдорович Майоров (3 июня 1909 года, Пенза — 29 июля 1990 года, Москва) — советский военный деятель, генерал-лейтенант (1958 год).
Делегат XXI (внеочередного) съезда КПСС (с 27 января по 5 февраля 1959 года).

## Начальная биография
Константин Фёдорович Майоров родился 3 июня 1909 года в Пензе.
Учился в профессионально-технической школе квалифицированных рабочих имени «КИМ» в Ульяновске.

## Военная служба

### Довоенное время
16 сентября 1927 года призван в ряды РККА и направлен на учёбу в Ульяновскую пехотную школу имени В. И. Ленина. В 1929 году вступил в ряды ВКП(б). После окончания школы в мае 1930 года назначен на должность командира взвода в составе 2-го Ульяновского полка (1-я Казанская стрелковая дивизия), а в октябре 1931 года переведён на должность помощника командира роты во 2-м Татарском стрелковом полку, дислоцированном Казани.
В марте 1932 года переведён в 244-й стрелковый полк в составе 82-й стрелковой дивизии (Уральский военный округ), дислоцированный в Перми, в составе которого служил на должностях командира роты, начальника штаба батальона и начальника полковой школы.
В сентябре 1939 года назначен на должность командира 4-го стрелкового полка в составе 98-й стрелковой дивизии, а в декабре того же года направлен на учёбу на курсы «Выстрел», после окончания которых в мае 1940 года вернулся на прежнюю должность. 15 июня 1941 года дивизия в составе сформированной 22-й армии начала передислокацию на запад в район Полоцка.

### Великая Отечественная война
23 июня 1941 года основные силы дивизии прибыли на станцию Дретунь и затем заняла рубеж по реке Западная Двина между городами Дисна и Дрисса, где вела оборонительные боевые действия с 26 июня, а с 22 июля — в окружении в районе Невеля, из которого вышла 21 августа.
В сентябре 1941 года майор К. Ф. Майоров назначен на должность командира командира 934-го стрелкового полка в составе 256-й стрелковой дивизии, которая с 15 октября вела боевые действия в районе Калинина в ходе Калининской оборонительной и наступательной операций и непосредственного освобождения города.
В январе 1942 года назначен на должность командира 131-й отдельной стрелковой бригады, формируемой в Уральском военном округе. По завершении формирования брагада была передислоцирована на Калининский фронт, где с апреля вела боевые действия на реке Воря западнее Ржева, а в июле прикрывала выход из окружения 39-й армии в районе города Белый.
В августе 1942 года бригада под командованием К. Ф. Майорова передислоцирована на Северо-Кавказский фронт, где в составе 11-го стрелкового корпуса вела оборонительные боевые действия на эльхотовском направлении, а затем в ходе наступления принимала участие в освобождении городов Прохладный, Георгиевск, Минеральные Воды и Кропоткин.
В январе 1943 года назначен на должность заместителя командира 10-го стрелкового корпуса, который вёл боевые действия в ходе Краснодарской наступательной операции.
В июле 1943 года К. Ф. Майоров направлен на учёбу на ускоренный курс Высшей военной академии имени К. Е. Ворошилова, после окончания которого в декабре того же года направлен в распоряжение Военного Совета Забайкальского фронта, где 14 февраля 1944 года назначен на должность командира 275-й стрелковой дивизии, которая 8 июля 1945 года была передислоцирована в район Староцурухайтуй, откуда 9 августа перешла в наступление в ходе Хингано-Мукденской операции во время Советско-японской войны; вела боевые действия в районе городов Ирэктэ, Сыпингай, Цицикар и Тайлай и станции Чжаланьтунь, а также в преодолении горного хребта Большой Хинган.

### Послевоенная карьера
После окончания войны находился на прежней должности.
7 января 1946 года назначен на должность командира 94-й стрелковой дивизии, а 28 января того же года — на должность командира 292-й стрелковой дивизии в составе Забайкальско-Амурского военного округа. С августа состоял в распоряжении Военного совета округа и в октябре того же года назначен на должность командира 20-й отдельной стрелковой бригады (Западно-Сибирский военный округ), дислоцированной в Омске.
В октябре 1947 года К. Ф. Майоров направлен на учёбу в Высшую военную академию имени К. Е. Ворошилова, после окончания которой в феврале 1950 года назначен на должность командира 360-й стрелковой дивизии (Туркестанский военный округ), в июне 1954 года — на должность командира 20-го гвардейского стрелкового корпуса (Киевский военный округ), в июне 1956 года — на должность командира 10-го гвардейского стрелкового корпуса (Одесский военный округ), в ноябре того же года — на должность 1-го заместителя командующего 14-й гвардейской армией, а в июне 1957 года — на должность командира 25-го армейского корпуса.
С января 1960 года генерал-лейтенант К. Ф. Майоров служил на должностях заместителя командующего войсками и начальника Управления боевой подготовки Прикарпатского военного округа, с июля того же года — на должности начальника управления кадров Сухопутных войск СССР, с апреля 1964 года — на должности начальника 1-го управления Главного управления кадров МО СССР, а с января 1968 года — вновь на должности начальника управления кадров Сухопутных войск.
Генерал-лейтенант Константин Фёдорович Майоров 26 февраля 1971 года вышел в запас. Умер 29 июля 1990 года в Москве.

## Награды
- два ордена Ленина (19.06.1943, 20.04.1953);
- три ордена Красного Знамени (29.12.1941, 06.11.1947, 22.02.1968);
- орден Суворова 2 степени (31.08.1945);
- орден Отечественной войны 1 степени (06.04.1985);
- орден Красной Звезды (03.11.1944);
- медали;
- иностранная медаль